# Pinka v Altenbergu
Altenbergská pinka je pinka na okraji Altenbergu v saské části Krušných hor. Propadlina vznikla v důsledku těžby cínu. K prvnímu propadu došlo na místě už roku 1545. Další propady následovaly v letech 1578, 1583, 1587 a 1619. I přesto pokračovala živelná těžba cínu až do celoplošného propadu vyrubaného prostoru, ke kterému došlo dle kronikářského záznamu 24. ledna 1620. Vznikla tím pinka o rozloze dvou hektarů. 
Po propadu probíhala těžba i přes počáteční obtíže dál. Dobývací práce a odtěžování rubaniny byly totiž prováděny spodem, metodou tzv. mlýnkování. Od roku 1976 docházelo k dodatečné těžbě pevného vrchlíku žíly metodou tzv. mezipatrového závalu. Explozí trhaviny byly na dně pinky způsobovány mezipatrové závaly, které byly zespoda odtěžovány za pomoci trychtýřů, které se nalézaly v hloubce 230 metrů. Dobýváním závalem podetáže docházelo k přirozenému prolamování vrstev, což se projevovalo až na povrchu. Pinka se tím rok od roku zvětšovala, až na dvanáct hektarů. Průměr pinky je 400 metrů a hloubka dosahuje 130 metrů.
Těžba byla v Altenbergu ukončena roku 1991. Přístup k pince je možný pouze s průvodcem. Okolím pinky vede Příhraniční naučná hornická stezka.